# Friedhelm Funkel
Friedhelm Funkel (Neuss, 10 dicembre 1953) è un allenatore di calcio ed ex calciatore tedesco, di ruolo centrocampista.

## Biografia
Ha un fratello, Wolfgang, anch'egli calciatore e poi allenatore.

## Carriera

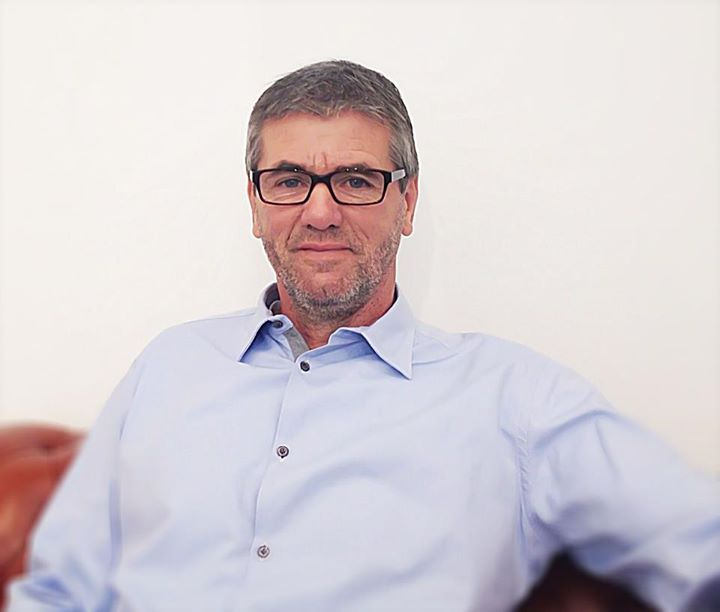
Funkel nel 2012

Allena il Duisburg dal 13 maggio 1996 al 24 marzo 2000, ottenendo 56 vittorie, 47 pareggi e 59 sconfitte. In seguito siede sulla panchina dell'Hansa Rostock dal 19 settembre 2000 al 1º dicembre 2001, con un bilancio di 13 vittorie, 10 pareggi e 22 sconfitte. Allena poi il Colonia dal 14 febbraio 2002 al 30 ottobre 2003, con 29 vittorie, 15 pareggi e 19 sconfitte.
Nell'estate del 2004 passa alla guida dell'Eintracht Francoforte, dove rimane sino al 1º luglio 2009. Alla prima stagione in carica ottiene la promozione in Bundesliga e l'anno dopo la salvezza in massima serie e la finale di Coppa di Germania, persa contro il Bayern Monaco, ma valida, in virtù della vittoria del campionato da parte dei bavaresi, per la qualificazione alla Coppa UEFA 2006-2007. Per la prima volta dopo dodici anni il club del Meno gioca dunque la Coppa UEFA, dove supera il preliminare, ma si ferma nella fase a gironi. Insieme con Erich Ribbeck è l'allenatore che più a lungo ha seduto sulla panchina dell'Eintracht Francoforte (cinque anni). Il bilancio sulla panchina dell'Eintracht è di 70 vittorie, 50 pareggi e 74 sconfitte.
Il 3 ottobre 2009 subentra sulla panchina dell'Hertha Berlino dopo l'esonero di Lucien Favre. Non riesce ad evitare la retrocessione del club berlinese in Zweite Bundesliga e ottiene la rescissione consensuale del contratto, dopo 7 vittorie, 10 pareggi e 16 sconfitte.
Il 22 maggio 2010 è nominato nuovo allenatore del Bochum, con decorrenza dal 1º luglio seguente. Esordisce battendo per 3-0 il Kickers Offenbach nel primo turno della DFB-Pokal. Il 14 settembre 2011 viene esonerato dopo quattordici mesi, dopo la sconfitta contro la Dinamo Dresda (2-1). Il suo bilancio sulla panchina del Bochum è di 21 vittorie, 8 pareggi e 16 sconfitte.
Il 20 settembre 2011 Funkel diventa l'allenatore dell'Alemannia Aquisgrana. Viene esonerato il 1º aprile 2012, dopo una serie di cinque sconfitte consecutive. Il bilancio è di 3 vittorie, 8 pareggi e 9 sconfitte in 20 partite.
Il 7 settembre 2013 viene nominato allenatore del Monaco 1860, con cui esordisce il 13 settembre pareggiando per 0-0 contro l'Aalen. Il 2 aprile 2014 il club annuncia la separazione dal tecnico alla fine della stagione per divergenze di vedute, ma già il 6 aprile l'allenatore è esonerato dopo la sconfitta casalinga per 0-3 contro il Karlsruhe. Alla guida del Monaco 1860 ottiene 7 vittorie, 8 pareggi e 9 sconfitte in 24 partite.
Il 14 marzo 2016 è nominato allenatore del Fortuna Düsseldorf. Vincendo il campionato di Zweite Bundesliga 2017-2018 riporta il club in massima serie dopo cinque anni.
Il 12 aprile 2021 sostituisce Markus Gisdol sulla panchina del Colonia, firmando un contratto fino al termine della stagione.

## Statistiche

### Statistiche da allenatore

#### Club
Statistiche aggiornate al 28 giugno 2025. In grassetto le competizioni vinte.
| Stagione                     | Squadra                      | Campionato                   | Campionato | Campionato | Campionato | Campionato | Coppe nazionali | Coppe nazionali | Coppe nazionali | Coppe nazionali | Coppe nazionali | Coppe continentali | Coppe continentali | Coppe continentali | Coppe continentali | Coppe continentali | Altre coppe | Altre coppe | Altre coppe | Altre coppe | Altre coppe | Totale | Totale | Totale | Totale | % Vittorie | Piazzamento      |
| Stagione                     | Squadra                      | Comp                         | G          | V          | N          | P          | Comp            | G               | V               | N               | P               | Comp               | G                  | V                  | N                  | P                  | Comp        | G           | V           | N           | P           | G      | V      | N      | P      | %          | Piazzamento      |
| ---------------------------- | ---------------------------- | ---------------------------- | ---------- | ---------- | ---------- | ---------- | --------------- | --------------- | --------------- | --------------- | --------------- | ------------------ | ------------------ | ------------------ | ------------------ | ------------------ | ----------- | ----------- | ----------- | ----------- | ----------- | ------ | ------ | ------ | ------ | ---------- | ---------------- |
| giu. 1991                    | Bayer Uerdingen              | BL                           | 2          | 0          | 1          | 1          | CG              | -               | -               | -               | -               | -                  | -                  | -                  | -                  | -                  | -           | -           | -           | -           | -           | 2      | 0      | 1      | 1      | &0,00      | Sub. 17° (retr.) |
| 1991-1992                    | Bayer Uerdingen              | 2.BL                         | 32         | 15         | 9          | 8          | CG              | 4               | 2               | 1               | 1               | -                  | -                  | -                  | -                  | -                  | Int.        | 6           | 3           | 1           | 2           | 42     | 20     | 11     | 11     | 47,62      | 1° (prom.)       |
| 1992-1993                    | Bayer Uerdingen              | BL                           | 34         | 7          | 10         | 17         | CG              | 3               | 1               | 1               | 1               | -                  | -                  | -                  | -                  | -                  | Int.        | 6           | 5           | 0           | 1           | 43     | 13     | 11     | 19     | 30,23      | 17° (retr.)      |
| 1993-1994                    | Bayer Uerdingen              | 2.BL                         | 38         | 18         | 11         | 9          | CG              | 2               | 1               | 0               | 1               | -                  | -                  | -                  | -                  | -                  | Int.        | 4           | 2           | 0           | 2           | 44     | 21     | 11     | 12     | 47,73      | 2° (prom.)       |
| 1994-1995                    | Bayer Uerdingen              | BL                           | 34         | 7          | 11         | 16         | CG              | 2               | 1               | 0               | 1               | -                  | -                  | -                  | -                  | -                  | -           | -           | -           | -           | -           | 36     | 8      | 11     | 17     | 22,22      | 15°              |
| 1995-mag. 1996               | Bayer Uerdingen              | BL                           | 33         | 4          | 11         | 18         | CG              | 2               | 1               | 0               | 1               | -                  | -                  | -                  | -                  | -                  | -           | -           | -           | -           | -           | 35     | 5      | 11     | 19     | 14,29      | Risoluz.         |
| Totale Bayer Uerdingen       | Totale Bayer Uerdingen       | Totale Bayer Uerdingen       | 173        | 51         | 53         | 69         |                 | 13              | 6               | 2               | 5               |                    | -                  | -                  | -                  | -                  |             | 16          | 10          | 1           | 5           | 202    | 67     | 56     | 79     | 33,17      |                  |
| mag.-giu. 1996               | Duisburg                     | 2.BL                         | 5          | 3          | 0          | 2          | CG              | -               | -               | -               | -               | -                  | -                  | -                  | -                  | -                  | -           | -           | -           | -           | -           | 5      | 3      | 0      | 2      | 60,00      | Sub. 3° (prom.)  |
| 1996-1997                    | Duisburg                     | BL                           | 34         | 12         | 9          | 13         | CG              | 3               | 2               | 1               | 0               | -                  | -                  | -                  | -                  | -                  | -           | -           | -           | -           | -           | 37     | 14     | 10     | 13     | 37,84      | 9°               |
| 1997-1998                    | Duisburg                     | BL                           | 34         | 11         | 11         | 12         | CG              | 6               | 4               | 1               | 1               | Int.               | 8                  | 4                  | 3                  | 1                  | -           | -           | -           | -           | -           | 48     | 19     | 15     | 14     | 39,58      | 8°               |
| 1998-1999                    | Duisburg                     | BL                           | 34         | 13         | 10         | 11         | CG              | 3               | 2               | 0               | 1               | CdC                | 2                  | 0                  | 1                  | 1                  | CdL         | 1           | 0           | 0           | 1           | 40     | 15     | 11     | 14     | 37,50      | 8°               |
| 1999-mar. 2000               | Duisburg                     | BL                           | 25         | 3          | 8          | 14         | CG              | 1               | 0               | 1               | 0               | Int.               | 6                  | 2                  | 2                  | 2                  | -           | -           | -           | -           | -           | 32     | 5      | 11     | 16     | 15,63      | Eson.            |
| Totale Duisburg              | Totale Duisburg              | Totale Duisburg              | 132        | 42         | 38         | 52         |                 | 13              | 8               | 3               | 2               |                    | 16                 | 6                  | 6                  | 4                  |             | 1           | 0           | 0           | 1           | 162    | 56     | 47     | 59     | 34,57      |                  |
| set. 2000-2001               | Hansa Rostock                | BL                           | 29         | 11         | 6          | 12         | CG              | 1               | 0               | 0               | 1               | -                  | -                  | -                  | -                  | -                  | -           | -           | -           | -           | -           | 30     | 11     | 6      | 12     | 36,67      | Sub. 12°         |
| ago.-dic. 2001               | Hansa Rostock                | BL                           | 15         | 3          | 4          | 8          | CG              | 1               | 0               | 0               | 1               | -                  | -                  | -                  | -                  | -                  | -           | -           | -           | -           | -           | 16     | 3      | 4      | 9      | 18,75      | Eson.            |
| Totale Hansa Rostock         | Totale Hansa Rostock         | Totale Hansa Rostock         | 44         | 14         | 10         | 20         |                 | 2               | 0               | 0               | 2               |                    | -                  | -                  | -                  | -                  |             | -           | -           | -           | -           | 46     | 14     | 10     | 22     | 30,43      |                  |
| feb.-mag. 2002               | Colonia                      | BL                           | 12         | 4          | 3          | 5          | CG              | 1               | 0               | 0               | 1               | -                  | -                  | -                  | -                  | -                  | -           | -           | -           | -           | -           | 13     | 4      | 3      | 6      | 30,77      | Sub. 17° (retr.) |
| 2002-2003                    | Colonia                      | 2.BL                         | 34         | 18         | 11         | 5          | CG              | 4               | 3               | 0               | 1               | -                  | -                  | -                  | -                  | -                  | -           | -           | -           | -           | -           | 38     | 21     | 11     | 6      | 55,26      | 2° (prom.)       |
| ago.-ott. 2003               | Colonia                      | BL                           | 10         | 2          | 1          | 7          | CG              | 2               | 2               | 0               | 0               | -                  | -                  | -                  | -                  | -                  | -           | -           | -           | -           | -           | 12     | 4      | 1      | 7      | 33,33      | Eson.            |
| 2004-2005                    | Eintracht Francoforte        | 2.BL                         | 34         | 19         | 4          | 11         | CG              | 3               | 2               | 0               | 1               | -                  | -                  | -                  | -                  | -                  | -           | -           | -           | -           | -           | 37     | 21     | 4      | 12     | 56,76      | 3° (prom.)       |
| 2005-2006                    | Eintracht Francoforte        | BL                           | 34         | 9          | 9          | 16         | CG              | 6               | 4               | 1               | 1               | -                  | -                  | -                  | -                  | -                  | -           | -           | -           | -           | -           | 40     | 13     | 10     | 17     | 32,50      | 14°              |
| 2006-2007                    | Eintracht Francoforte        | BL                           | 34         | 9          | 13         | 12         | CG              | 5               | 4               | 0               | 1               | CU                 | 6                  | 1                  | 4                  | 1                  | -           | -           | -           | -           | -           | 45     | 14     | 17     | 14     | 31,11      | 14°              |
| 2007-2008                    | Eintracht Francoforte        | BL                           | 34         | 12         | 10         | 12         | CG              | 2               | 1               | 0               | 1               | -                  | -                  | -                  | -                  | -                  | -           | -           | -           | -           | -           | 36     | 13     | 10     | 13     | 36,11      | 9°               |
| 2008-2009                    | Eintracht Francoforte        | BL                           | 34         | 8          | 9          | 17         | CG              | 2               | 1               | 0               | 1               | -                  | -                  | -                  | -                  | -                  | -           | -           | -           | -           | -           | 36     | 9      | 9      | 18     | 25,00      | 13°              |
| Totale Eintracht Francoforte | Totale Eintracht Francoforte | Totale Eintracht Francoforte | 170        | 57         | 45         | 68         |                 | 18              | 12              | 1               | 5               |                    | 6                  | 1                  | 4                  | 1                  |             | -           | -           | -           | -           | 194    | 70     | 50     | 74     | 36,08      |                  |
| ott. 2009-2010               | Hertha Berlino               | BL                           | 27         | 4          | 9          | 14         | CG              | -               | -               | -               | -               | UEL                | 6                  | 3                  | 1                  | 2                  | -           | -           | -           | -           | -           | 33     | 7      | 10     | 16     | 21,21      | Sub. 18° (retr.) |
| 2010-2011                    | Bochum                       | 2.BL                         | 34+2       | 20+0       | 5+1        | 9+1        | CG              | 1               | 0               | 0               | 1               | -                  | -                  | -                  | -                  | -                  | -           | -           | -           | -           | -           | 37     | 20     | 6      | 11     | 54,05      | 3°               |
| lug.-set. 2011               | Bochum                       | 2.BL                         | 7          | 1          | 1          | 5          | CG              | 1               | 0               | 1               | 0               | -                  | -                  | -                  | -                  | -                  | -           | -           | -           | -           | -           | 8      | 1      | 2      | 5      | 12,50      | Eson.            |
| Totale Bochum                | Totale Bochum                | Totale Bochum                | 43         | 21         | 7          | 15         |                 | 2               | 0               | 1               | 1               |                    | -                  | -                  | -                  | -                  |             | -           | -           | -           | -           | 45     | 21     | 8      | 16     | 46,67      |                  |
| set. 2011-mar. 2012          | Alemannia Aquisgrana         | 2.BL                         | 20         | 3          | 8          | 9          | CG              | -               | -               | -               | -               | -                  | -                  | -                  | -                  | -                  | -           | -           | -           | -           | -           | 20     | 3      | 8      | 9      | 15,00      | Sub. eson.       |
| set. 2013-apr. 2014          | Monaco 1860                  | 2.BL                         | 23         | 7          | 8          | 8          | CG              | 1               | 0               | 0               | 1               | -                  | -                  | -                  | -                  | -                  | -           | -           | -           | -           | -           | 24     | 7      | 8      | 9      | 29,17      | Sub. eson.       |
| mar.-mag. 2016               | Fortuna Düsseldorf           | 2.BL                         | 8          | 3          | 2          | 3          | CG              | -               | -               | -               | -               | -                  | -                  | -                  | -                  | -                  | -           | -           | -           | -           | -           | 8      | 3      | 2      | 3      | 37,50      | Sub. 14°         |
| 2016-2017                    | Fortuna Düsseldorf           | 2.BL                         | 34         | 10         | 12         | 12         | CG              | 2               | 1               | 0               | 1               | -                  | -                  | -                  | -                  | -                  | -           | -           | -           | -           | -           | 36     | 11     | 12     | 13     | 30,56      | 11°              |
| 2017-2018                    | Fortuna Düsseldorf           | 2.BL                         | 34         | 19         | 6          | 9          | CG              | 2               | 1               | 0               | 1               | -                  | -                  | -                  | -                  | -                  | -           | -           | -           | -           | -           | 36     | 20     | 6      | 10     | 55,56      | 1° (prom.)       |
| 2018-2019                    | Fortuna Düsseldorf           | BL                           | 34         | 13         | 5          | 16         | CG              | 3               | 2               | 0               | 1               | -                  | -                  | -                  | -                  | -                  | -           | -           | -           | -           | -           | 37     | 15     | 5      | 17     | 40,54      | 10°              |
| 2019-gen. 2020               | Fortuna Düsseldorf           | BL                           | 19         | 4          | 3          | 12         | CG              | 2               | 2               | 0               | 0               | -                  | -                  | -                  | -                  | -                  | -           | -           | -           | -           | -           | 21     | 6      | 3      | 12     | 28,57      | Eson.            |
| Totale Fortuna Düsseldorf    | Totale Fortuna Düsseldorf    | Totale Fortuna Düsseldorf    | 129        | 49         | 28         | 52         |                 | 9               | 6               | 0               | 3               |                    | -                  | -                  | -                  | -                  |             | -           | -           | -           | -           | 138    | 55     | 28     | 55     | 39,86      |                  |
| apr.-mag. 2021               | Colonia                      | BL                           | 6+2        | 3+1        | 1+0        | 2+1        | CG              | -               | -               | -               | -               | -                  | -                  | -                  | -                  | -                  | -           | -           | -           | -           | -           | 8      | 4      | 1      | 3      | 50,00      | Sub. 16°         |
| feb.-mag. 2024               | Kaiserslautern               | 2.BL                         | 14         | 5          | 3          | 6          | CG              | 2               | 1               | 0               | 1               | -                  | -                  | -                  | -                  | -                  | -           | -           | -           | -           | -           | 16     | 6      | 3      | 7      | 37,50      | Sub. 13°         |
| mag. 2025                    | Colonia                      | 2.BL                         | 2          | 2          | 0          | 0          | CG              | -               | -               | -               | -               | -                  | -                  | -                  | -                  | -                  | -           | -           | -           | -           | -           | 2      | 2      | 0      | 0      | 100,00&    | Sub. 1° (prom.)  |
| Totale Colonia               | Totale Colonia               | Totale Colonia               | 66         | 30         | 16         | 20         |                 | 7               | 5               | 0               | 2               |                    | -                  | -                  | -                  | -                  |             | -           | -           | -           | -           | 73     | 35     | 16     | 22     | 47,95      |                  |
| Totale Carriera              | Totale Carriera              | Totale Carriera              | 841        | 283        | 225        | 333        |                 | 67              | 38              | 7               | 22              |                    | 28                 | 10                 | 11                 | 7                  |             | 17          | 10          | 1           | 6           | 953    | 341    | 244    | 368    | 35,78      |                  |

## Palmarès

### Giocatore

#### Competizioni nazionali
- Coppa di Germania: 1

Bayer Uerdingen: 1984-1985
- Promozione in Bundesliga: 2

Bayer Uerdingen: 1974-1975, 1978-1979

#### Competizioni internazionali
- Coppa Piano Karl Rappan: 1

Bayer Uerdingen: 1988

### Allenatore

#### Competizioni nazionali
- Campionato tedesco di seconda divisione: 3

Bayer Uerdingen: 1991-1992
Fortuna Düsseldorf: 2017-2018
Colonia: 2024-2025

#### Competizioni internazionali
- Coppa Piano Karl Rappan: 2

Bayer Uerdingen: 1991, 1992